# Serra de Pedrós
La Serra de Pedrós és una serra situada entre els municipis d'Artesa de Segre i d'Oliola a la comarca de la Noguera, amb una elevació màxima de 562 metres.